# Picrospora purgata
Picrospora purgata är en fjärilsart som beskrevs av Edward Meyrick 1913. Picrospora purgata ingår i släktet Picrospora och familjen säckspinnare. Inga underarter finns listade i Catalogue of Life.